# Veelpas

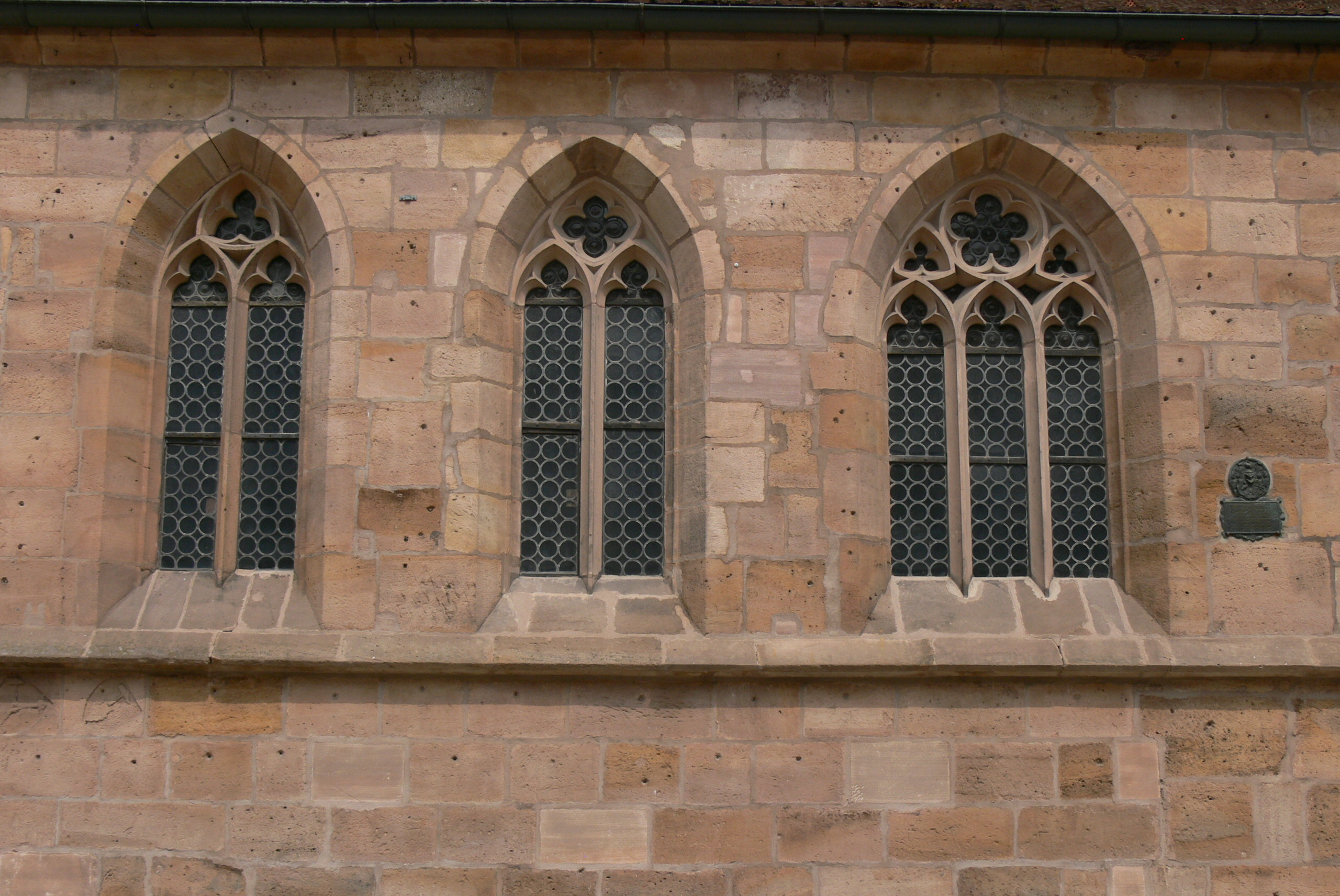
Het rechter venster heeft bovenin een veelpas van vijf cirkels

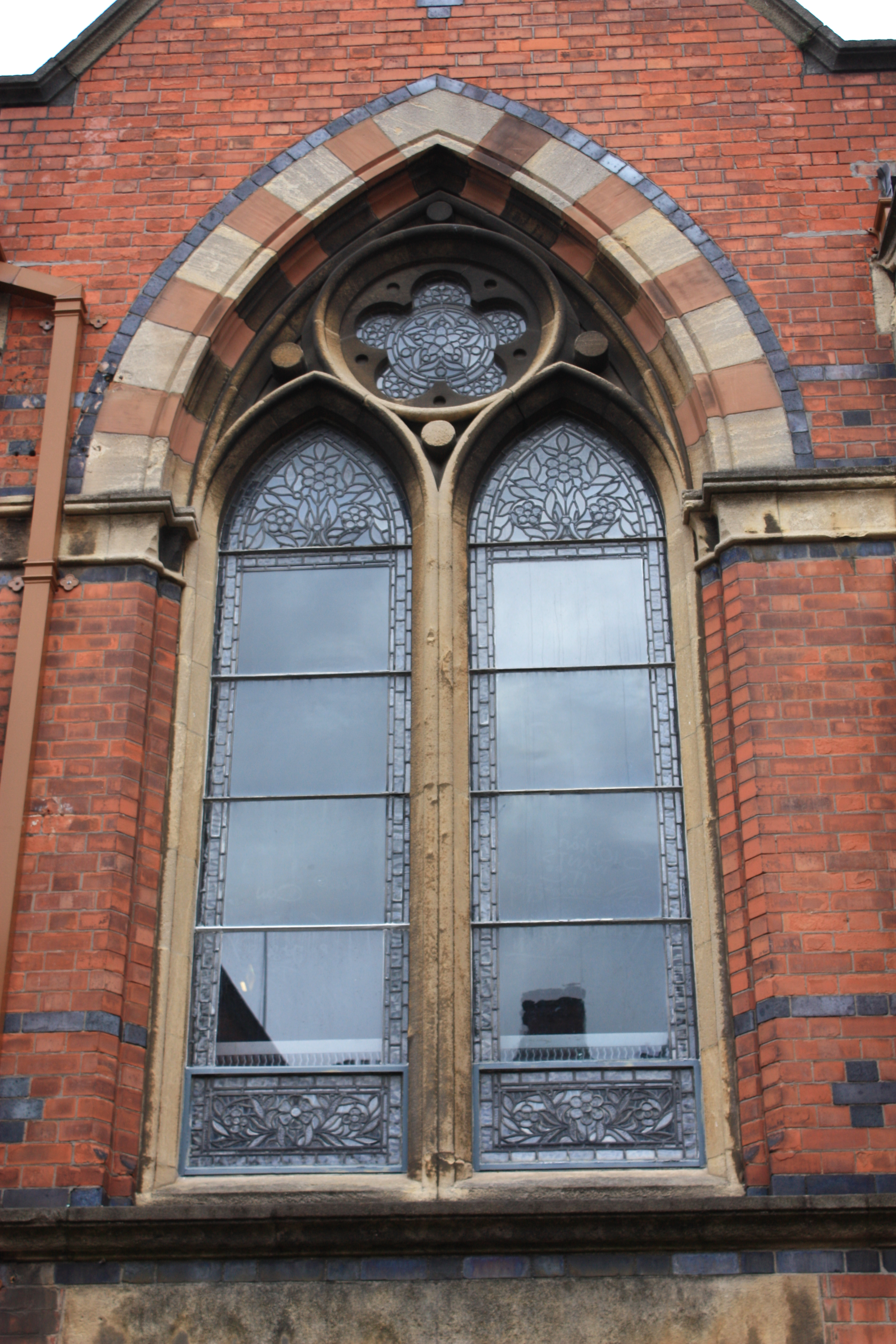
Veelpas van vijf cirkels in het bovenste deel van het venster

Een veelpas is een vorm in het maaswerk waarbij meerdere overlappende cirkels (passen) in een veelhoekig verband met elkaar gelegen zijn en open zijn aan de kant waar ze elkaar raken. Ze zijn voornamelijk gebruikt in de gotische traceringen van vensters. Ze worden veelvuldig gebruikt in combinatie met andere sierlijke motieven.
Ze kunnen blind of opengewerkt zijn.
De naar binnen wijzende punten worden ieder een toot genoemd.
Wanneer meerdere cirkels het bovenste gedeelte van een boog vormen en aan de onderzijde open zijn wordt dat een veelpasboog genoemd.

## Zie ook

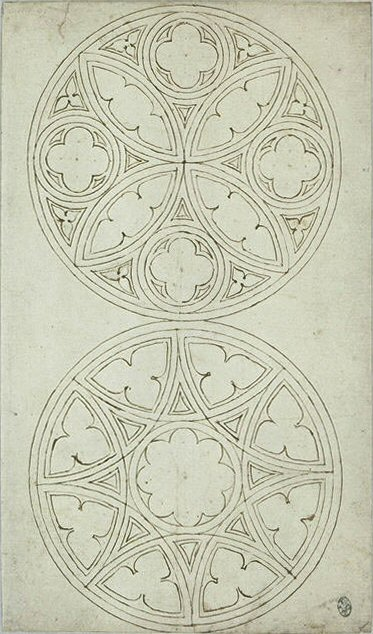
In het midden van de onderste zit een veelpas
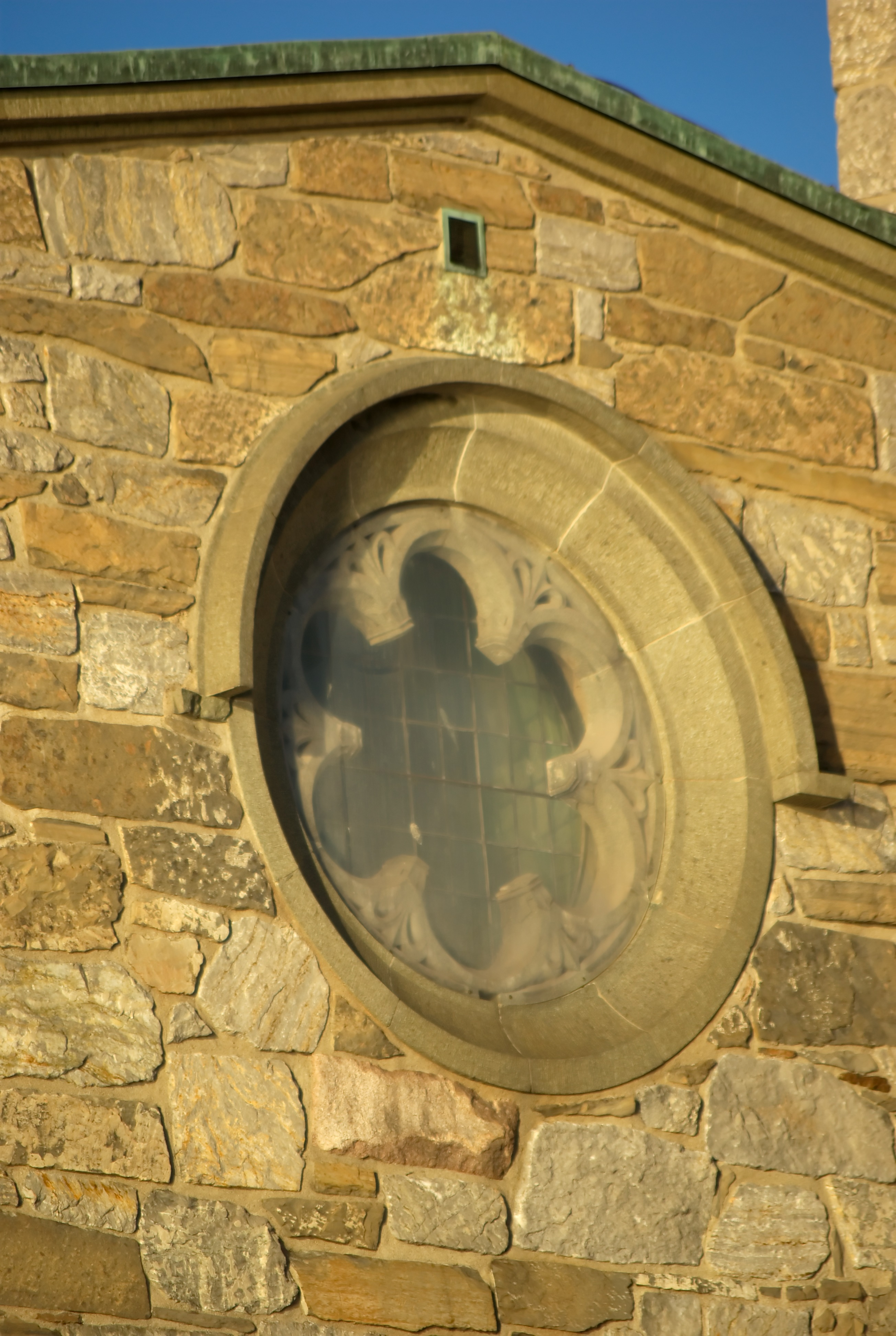
Zespas-venster
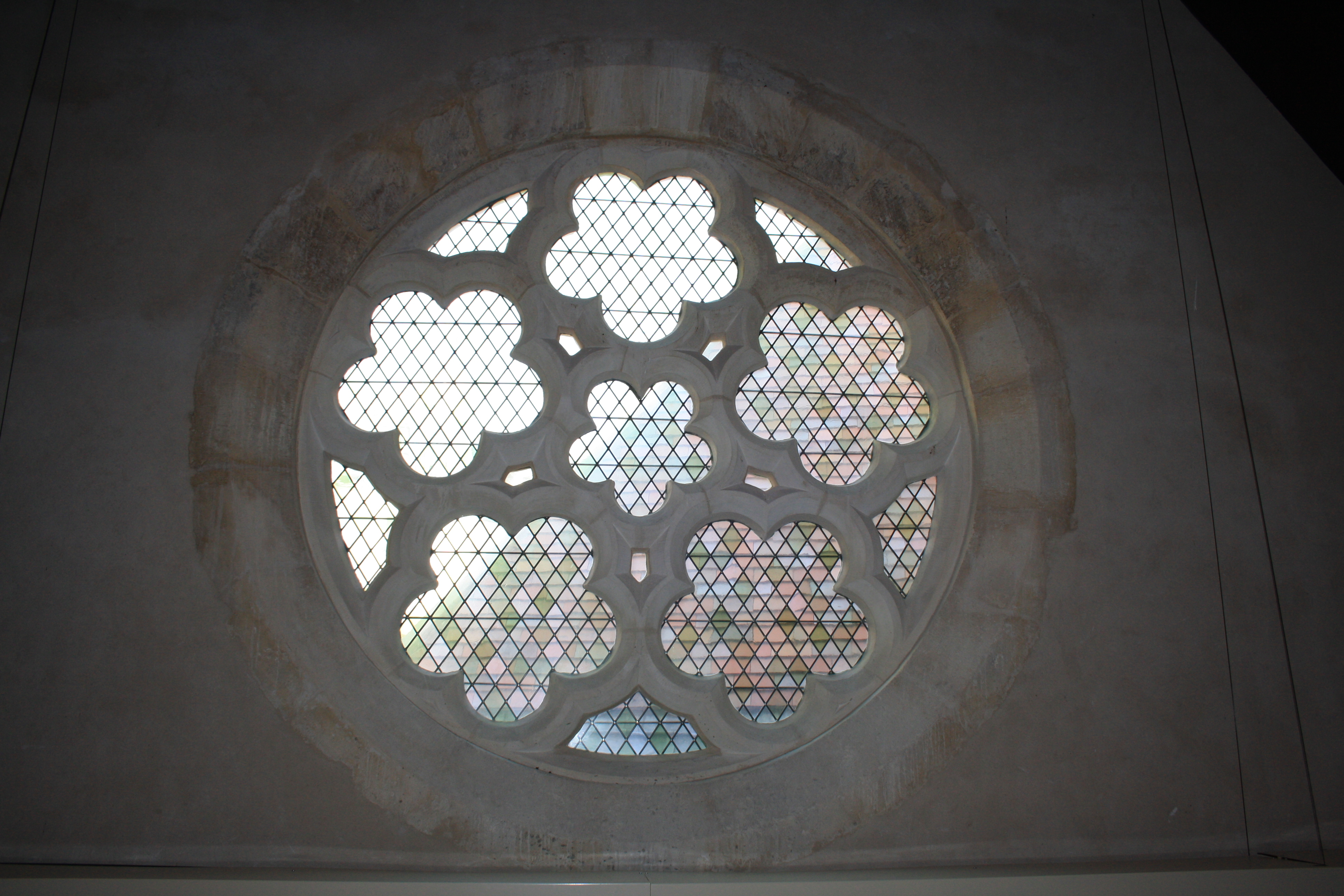